# Paraju
Paraju é um distrito do município brasileiro de Domingos Martins, no interior do estado do Espírito Santo. Segundo o censo demográfico de 2022, realizado pelo Instituto Brasileiro de Geografia e Estatística (IBGE), sua população era de 9 058 habitantes e havia 3 272 domicílios particulares permanentes ocupados.
De acordo com o IBGE, em 2010 a população era de 8 257 habitantes e havia 2 510 domicílios particulares.

## História e descrição
A área do atual distrito foi ocupada inicialmente sobretudo por imigrantes italianos e alemães. O distrito foi criado pela lei municipal nº 41 de 28 de dezembro de 1903, então com o nome de Sapucaia. Passou a se chamar Paraju pelo decreto-lei estadual nº 15.177 de 31 de dezembro de 1943. Está ligado à BR-262 e é um local valorizado pelo setor imobiliário. Dentre seus principais atrativos está a Capela Imaculada Conceição, que foi inaugurada em 1889.